# Rio Brădetul (Râşnoava)
O Rio Brădetul é um rio da Romênia afluente do Rio Răşnoava, localizado no distrito de Braşov.